# Otto Kerner
Otto Kerner, född 15 augusti 1908 i Chicago, Illinois, död 9 maj 1976 i Chicago, Illinois, var en amerikansk demokratisk politiker, militär och jurist. Han var guvernör i delstaten Illinois 1961–1968.
Kerner utexaminerades 1930 från Brown University. Han studerade därefter ett år vid Universitetet i Cambridge. Han avlade 1934 juristexamen vid Northwestern University och inledde sin karriär som advokat i Illinois. Han gifte sig 20 oktober 1934 med Helena Cermak.
Kerner deltog i andra världskriget som överste i USA:s armé. Han befordrades 1951 till brigadgeneral. Kerner var åklagare för Illinois norra distrikt 1947–1954 och domare i Cook County, Illinois 1954–1961.
Han besegrade sittande guvernören William Stratton i 1960 års guvernörsval i Illinois. Kerner omvaldes 1964. Motkandidaten var den gången en moderat republikan, Charles H. Percy, som två år senare valdes till USA:s senat. USA:s president Lyndon B. Johnson utnämnde 1968 Kerner till en federal domstol.
Kerner blev senare fälld i en mutskandal som härstammade från hans tid som guvernör. Som åklagare i Kerners rättegång fungerade den blivande guvernören James R. Thompson. Kerner avgick 1974 från sitt domarämbete och han dömdes till ett treårigt fängelsestraff. Han släpptes ur fängelse i förtid när det visade sig att han led av obotlig cancer.
Kerners grav finns på Arlingtonkyrkogården. Han var medlem i Shriners, Odd Fellows och dessutom frimurare.